# Repryza
Repryza – powtórzenie (z pewnymi modyfikacjami lub bez nich) ekspozycji w formie sonatowej. Zwykle jest zakończona codą.
Kompozytor nawiązuje w tej części do ekspozycji powracając z niewielkimi zmianami do tych samych odcinków melodycznych.
Repryza pozorna jest to pojawienie się w przetworzeniu tematu ekspozycji, jednak nie następują po nim kolejne fazy, inaczej zwodnicza